# La donna più bella del mondo
La donna più bella del mondo è un film del 1955 diretto da Robert Z. Leonard.
Rappresenta in forma romanzata la storia di Lina Cavalieri, vedette e poi celebre cantante lirica vissuta tra l'Ottocento e il Novecento.

## Trama

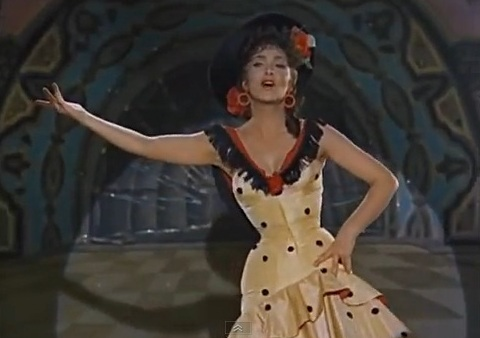
Gina Lollobrigida in un fotogramma del film.

La vita di Lina Cavalieri dalle prime rappresentazioni di stornelli e canzonette in piccoli teatri di provincia, all'affermazione come grande cantante lirica, fino al primo matrimonio con il principe russo. Famosa la scena della Tosca nella quale il maestro Doria (presumibilmente suo maestro di canto nella vita reale) innamorato della cantante, ma respinto, fa uccidere per gelosia il tenore, suo rivale, durante la fucilazione di Mario Cavaradossi.

## Produzione
Il film fu una coproduzione italo francese tra la G.E.S.I. Cinematografica e la Sédif Productions. Il produttore era Maleno Malenotti, cui si deve anche il soggetto del film.
Gina Lollobrigida usa la propria voce sia quando canta le canzonette del café chantant che nelle arie di opera lirica. L'attrice vinse il David di Donatello del 1956 come migliore attrice per la sua interpretazione di Lina Cavalieri
Le riprese si svolsero in parte nella Reggia di Caserta.

## Distribuzione
Il film venne distribuito nel circuito cinematografico italiano il 21 ottobre del 1955.

## Accoglienza

### Incassi
Il film risultò, in termini di incasso, il maggior successo italiano e secondo in assoluto (preceduto solo dalla pellicola hollywoodiana L'amore è una cosa meravigliosa) della stagione 1955-1956, superando il miliardo e 800 milioni di lire dell'epoca d'introito.
La donna più bella del mondo detiene ad oggi il diciottesimo posto nella classifica dei film italiani più visti di sempre con 12 592 231 spettatori paganti.

## Riconoscimenti
- 1956 – David di Donatello
  - Miglior attrice a Gina Lollobrigida